# Lijst van rijksmonumenten in Dongjum
De plaats Dongjum (Doanjum) telt 8 inschrijvingen in het rijksmonumentenregister. Hieronder een overzicht. 
| Object | Oorspronkelijke functie?  | Bouwjaar                                    | Architect | Locatie                                            | Coördinaten?                  | Nr.?   | Afbeelding        |
| --- | ------------------------- | ------------------------------------------- | --------- | -------------------------------------------------- | ----------------------------- | ------ | ----------------- |
| Hervormde kerk en toren | Kerk en kerkonderdeel     | 1777 1870 (toegangshek)                     |           | Dorpsstraat 8                                      | 53° 12' 29" NB, 5° 32' 42" OL | 15851  | Meer afbeeldingen |
| Dorpshuis | Vergadering en vereniging |                                             |           | Dorpsstraat 13                                     | 53° 12' 30" NB, 5° 32' 38" OL | 15852  | Meer afbeeldingen |
| Kop-hals-rompboerderij met onderkelderd voorhuis onder zadeldak tussen topgevels, met omlijste ingang, omgaande zware kroonlijst met bloklijst en twee schoorstenen met versierde borden | Boerderij                 | ca. 1850 (voorhuis)                         |           | Tzummarumerweg 30                                  | 53° 13' 5" NB, 5° 32' 32" OL  | 15853  | Meer afbeeldingen |
| Terp | Archeologisch monument    | midden-Romeinse tijd of vroege middeleeuwen |           | ten westen van terp 514820                         | 53° 12' 19" NB, 5° 31' 18" OL | 514804 | Upload foto       |
| Terp | Archeologisch monument    | midden-Romeinse tijd of vroege middeleeuwen |           | ten westen van terp 514821                         | 53° 12' 22" NB, 5° 31' 33" OL | 514820 | Upload foto       |
| Terp | Archeologisch monument    | midden-Romeinse tijd of vroege middeleeuwen |           | ten westen van het einde van de Hovensreed         | 53° 12' 24" NB, 5° 31' 47" OL | 514821 | Upload foto       |
| Terp | Archeologisch monument    | midden-Romeinse tijd of vroege middeleeuwen |           | ten noorden van het laatste deel van de Hovensreed | 53° 12' 28" NB, 5° 32' 0" OL  | 514822 | Terp              |
| Terp | Archeologisch monument    | midden-Romeinse tijd of vroege middeleeuwen |           | net buiten het dorp ten noorden van de Hovensreed  | 53° 12' 30" NB, 5° 32' 25" OL | 514823 | Terp              |